# (4265) Kani
(4265) Kani – planetoida z pasa głównego asteroid okrążająca Słońce w ciągu 3,79 lat w średniej odległości 2,43 j.a.  Odkryli ją Yoshikane Mizuno i Toshimasa Furuta 8 października 1989 roku w Kani. Nazwa planetoidy pochodzi od miasta, w którym została odkryta i gdzie mieszka Yoshikane Mizuno. Przed nadaniem nazwy nosiła oznaczenie tymczasowe (4265) 1989 TX.